# Micrathena flaveola
Micrathena flaveola is een spinnensoort in de taxonomische indeling van de wielwebspinnen (Araneidae).
Het dier behoort tot het geslacht Micrathena. De wetenschappelijke naam van de soort werd voor het eerst geldig gepubliceerd in 1839 door Josef Anton Maximilian Perty.